# عزلة الوسط (البيضاء)

تعديل مصدري - تعديل

عزلة الوسط هي إحدى عزل مديرية نعمان في محافظة البيضاء اليمنية ويبلغ تعداد سكانها 960 نسمة حسب التعداد السكاني في اليمن لعام 2004.